# 大須口駅
大須口駅（おおずぐちえき）は、かつて広島県広島市西蟹屋町（現在の南区西蟹屋）にあった日本国有鉄道（国鉄）宇品線の旅客駅である。
この項目では、早期に廃止された近隣の安芸愛宕駅（あきあたごえき / 1931年 - 1943年設置）についても扱う。

## 概要
第二次世界大戦前、芸備鉄道によって開業され、その後国鉄に移管された。戦後、駅の北側には旅客駅である広島駅、および貨物駅である東広島駅への分岐点、いわゆる「デルタ線」があったことで知られる。また分岐線のやや北に宇品線と一般車道の立体交差地点があった。宇品線の営業不振により旅客駅から信号場に降格され、最終的には1972年に廃止された。現状で駅施設・線路などは完全に撤去されており、付近を含め駅の所在地であったことを示すモニュメントは設置されていない。

## 歴史

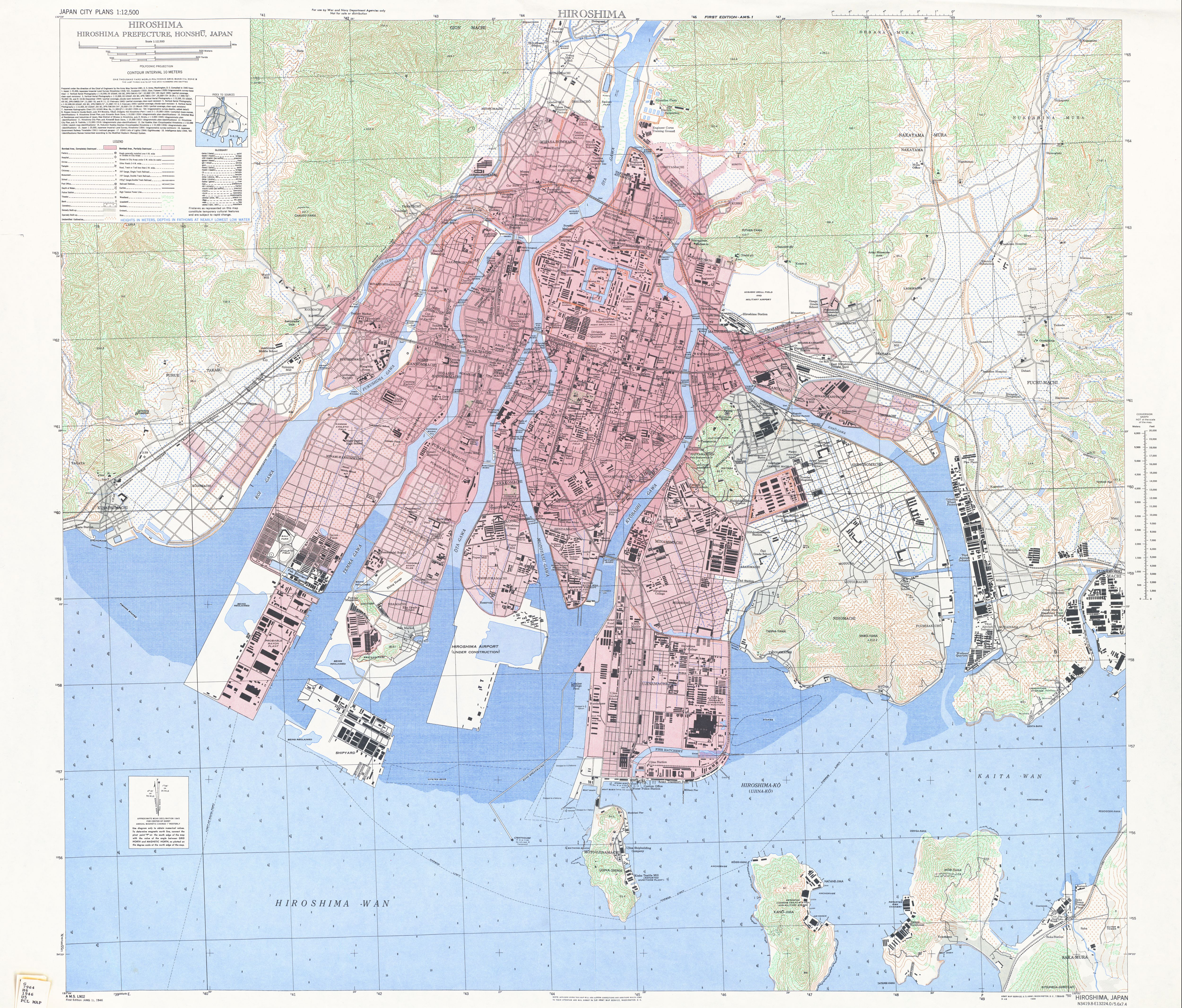
1945年広島市地図。"Ōsuguchi Station"表記。

大須口駅は、当時宇品線の旅客営業を委託されていた芸備鉄道により開業された駅の一つで、開業時期は1930年12月である。広島駅から1.2 kmの位置に立地し、開業時点で前駅の安芸愛宕駅、次駅の東段原駅とはそれぞれ0.4 km、0.2 kmの駅間距離があった。駅名は近隣の町名にちなむもので開業当初は「大須口停留所」と称され、1937年7月の芸備鉄道国有化で大須口駅と改称した。
1945年8月6日の原爆被災で爆心地から約2.5 kmの距離に位置していた当駅は駅本屋の全焼など大きな被害を受けた。また翌月9月の枕崎台風により駅南側の猿猴川橋梁の橋脚の一部が流失し、一部軌道が若干東に移設された際に駅・ホームも共に移設された。
第二次世界大戦後の1960年代に入ると宇品線全般で利用者数が減少したため、旅客営業区間の縮小に伴い1966年12月限りで大須口駅は旅客扱いを停止し、旅客駅としては廃止となった。しかし宇品線の旅客営業（広島 - 上大河間）・貨物営業（（貨）東広島 - 宇品間）はその後も存続したため、大須口駅の旅客線（広島駅方面）と貨物線（（貨）東広島駅方面）の分岐駅の機能（後出）は残り、「大須口信号場」として残ることとなった。しかし1972年4月、宇品線の旅客営業が全面廃止となり、大須口から広島駅方面に分岐する旅客線の撤去が決まったため、信号場も廃止となった。

### 年表
- 1930年（昭和5年）12月20日：芸備鉄道により大須口停留場として開業[1]。
- 1937年（昭和12年）7月1日：芸備鉄道国有化により停留場から停車場に昇格され大須口駅と改称[1]。
- 1945年（昭和20年）
  - 8月6日：原爆投下により駅本屋が全焼。
  - 9月：枕崎台風で破損した猿猴川橋梁の架け替えにともない構内の線路・駅舎を東に移設。
- 1966年（昭和41年）12月20日：旅客扱いを廃止し信号場に降格され大須口信号場と改称[1]。
- 1972年（昭和47年）4月1日：宇品線の旅客運輸営業の全面廃止に伴い、当信号場を廃止[1]。

## 駅の所在地・構造
駅は西蟹屋町（現在の南区西蟹屋4丁目8番7号付近）に所在していた。駅の北端から西（広島駅方面）に旅客線、東（（貨）東広島駅方面）に貨物線が分岐する「デルタ線」が設置され、分岐点の北側に当時の国道2号（現在の広島県道164号広島海田線、「大州通り」）との踏切が存在したが、1949年4月、国道2号を堀割とし立体交差とするための工事が行われて2本の宇品線ガード（架道橋）が設けられ、踏切は消滅した（しかし後述の通り現在は立体交差は消滅し堀割も埋められている）。また駅の南側には大須口踏切があった。
駅舎・ホームは線路の西側に設置され、1面1線の単式片面構造であった。1945年9月の水害の結果、猿猴川橋梁が架け替えられ線路・ホームがやや東に移設されたため、駅舎も東側に増築された。1966年12月の信号場への降格以降は、ポイント・信号の取り扱いのため国鉄職員が常駐していた。

## 近隣の施設
信号場廃止（1972年4月）時点のもの。
- （貨）東広島駅 - 山陽本線下り線南側）に立地しており、その後1995年までにかつての広島操車場跡地に移転し、駅跡地には2009年に MAZDA Zoom-Zoom スタジアム広島が竣工している。
- 広島操車場 - 山陽本線の上下線間に立地していた。その後1984年に廃止されたのち、先述の通り（貨）東広島駅の移転先となり、その後広島貨物ターミナル駅と改称している。
- 広島県道164号広島海田線 - 旧国道で、駅の北側を通っていた。宇品線と立体交差していたが、後述の通り現在では解消されている。
- 広島市立荒神町小学校

## 現状
1972年4月の信号場廃止以降、駅舎および広島駅に向かう旅客線の線路などは撤去されたが、宇品線の後身である「宇品四者協定線」により（貨）東広島駅から宇品駅（宇品貨物取扱所）に向かう貨物線の線路は使用され続けた。四者協定線が廃止された1986年4月以降も、ホーム・線は当分の間残されていた。県道164号線の上を通る貨物線の架道橋は1989年12月以降の工事により撤去され、また堀割も埋められた結果、車道は立体交差化以前の旧状に復帰した。
現状では付近の駅施設・線路は完全に撤去され、廃線跡はやや拡幅して車道として整備され、駅北側の立体交差跡は球場前（西）交差点、南側の大須口踏切跡は平和橋北詰交差点となっている。かつての駅の敷地にはスズキアリーナ広島中央店が立地しているが、付近に大須口駅跡地であったことを示すモニュメントは設置されていない。

## 安芸愛宕駅
安芸愛宕駅は、大須口駅と同様、芸備鉄道によって開業された駅の一つで、開業時期は1931年3月20日。当初は近隣の町名（愛宕町）にちなみ愛宕町停留場と称されたが、1937年7月1日、芸備鉄道国有化により停車場に昇格され安芸愛宕駅と改称した。前駅（宇品線起点）の広島駅から0.4 kmの地点に位置し、次駅の大須口駅とは0.8 kmの距離があった。宇品線のルートおよび駅間距離からみて現在の愛宕踏切付近に位置していたものと推定される。1943年10月1日、第二次世界大戦中の燃料事情により駅は営業休止となり、戦後も復活することはなくそのまま廃止された。

## 隣の駅
宇品線の旅客営業停止による大須口信号場の廃止（1972年4月1日）時点のもの。
日本国有鉄道
宇品線
広島駅 - 大須口駅 - 南段原駅

## 関連文献
- 四国五郎 『広島百橋』 春陽社出版、1975年

宇品線蟹屋ガード橋についてのスケッチ画・エッセイ・写真・概略が掲載されている。
- 長船友則 『宇品線92年の軌跡』（RM LIBRARY 155） ネコ・パブリッシング、2012年　ISBN 9784777053285

駅・路線の歴史のほか、大須口駅の駅舎・ホームや入線する列車などの写真が掲載されている。
- 宮脇俊三（編） 『鉄道廃線跡を歩く』（Ⅱ） 日本交通公社出版事業局、1996年　ISBN 4533025331

白川淳「宇品線」（pp.122-123）で1990年代半ばの廃線跡の状況が写真入りで記述。